# Adelheid Reichsiegel
Adelheid Reichsiegel, geborene Adelheid Hämmer (* 10. Mai 1931 in Stadl bei Landsberg am Lech; † 9. März 2018 in Eschenlohe) war eine deutsche Malerin, deren Werk der naiven Kunst zuzurechnen ist.

## Werdegang
Adelheid Hämmer, so der Geburtsname der Malerin, wurde als Tochter einer ledigen „Dienstmagd“ geboren. Da die Mutter sich nicht um ihr Kind kümmern konnte, wuchs Adelheid bei ihren Großeltern in Schongau auf. Die Großmutter wird dabei als hart und engherzig bezeichnet. Zuneigung erhielt das Mädchen im bäuerlichen Umfeld der Nachbarschaft. Die Schulzeit bei den Karmeliterinnen benennt sie selbst als „glücklich“. Weiterführende Klassen durfte sie dort nicht belegen. Als landwirtschaftliche Hilfskraft („Magd“) arbeitete sie nach dem Schulbesuch auf verschiedenen Bauernhöfen im Allgäu. 1953 heiratete sie den Landwirt Josef Reichsiegel („Baltes“) in Echelsbach/Bad Bayersoien, heute Ldkrs. Garmisch-Partenkirchen.
Im Alter von 35 Jahren begann die Bäuerin Adelheid Reichsiegel als Autodidaktin zu malen. Ursächlicher Anlass dazu war der Bau eines Aussiedlerhofes (sog. „Balteshof“, 1964/65), für dessen Ausschmückung kein Geld mehr vorhanden war. Deshalb begann Reichsiegel alte Möbel und Zimmerwände mit eigener Malerei zu verzieren. Bereits dabei wird ihre eigene Handschrift, ihr persönlicher Stil erkennbar. Nach ersten Versuchen „in Öl“ benutzte sie gewöhnliche Dispersionsfarben, mit denen sie ihren Gemälden und Hinterglasbildern eine außergewöhnliche Lichtatmosphäre und Leuchtkraft verlieh. 
Feriengäste auf dem Bauernhof wurden zu ersten Käufern und Sammlern. Einer ihrer Urlaubsgäste vermittelte eine Reise nach Schweden mit einer Einzelausstellung in der Kleinstadt Högernas. Bei einer Ausstellung auf dem Landwirtschaftsfest in München erhielt sie 1978 den 1. Preis.
Der Unfalltod ihres einzigen Sohnes und Hoferben (1979) brachte eine erste Schaffenskrise, die sie mit Hilfe und Unterstützung ihres Ehemanns jedoch überwand.
Über ihren Heimatbereich hinaus bekannt wurde sie durch die Biographie „Bittgang“, von Helmut Zedelmaier und Guido Marc Pruys (1995). Deutsche Zeitschriften („Bunte“, „Frau im Spiegel“, „Das Magazin“) und Tageszeitungen brachten Berichte über „die malende Bäuerin vom Pfaffenwinkel“ oder „...vom Balteshof“. Die Bayerische Vertretung in Berlin lud sie 1996 zu einer Ausstellung mit Buchvorstellung ein. 1998 brachte das Bayerische Fernsehen einen Film über sie („Weißblaue Notizen“).
Durch den Tod ihres Ehemannes (2000) geriet sie erneut in eine depressive Krise, ihre Malerei und Ausstellungstätigkeit blieben reduziert.
Im Jahr 2003 nahm sich eine ihrer Töchter das Leben. Damit war sowohl die Lebens- wie auch die Schaffenskraft der Malerin gebrochen. Niemals wieder nahm sie Pinsel und Farbe zur Hand. In einem Pflegeheim verbrachte sie ihr Leben bis zum Ende im März 2018.
Eine Sammlung ihrer Bilder befindet sich heute im „Museum im Bierlinghaus“ in Bad Bayersoien.